# Lucien Victor-Meunier
Pour les articles homonymes, voir Meunier.
Lucien-Victor Meunier, dit Lucien Victor-Meunier, né à Montfermeil le 2 août 1857 et mort à Paris 20e le 24 mai 1930, est un journaliste, romancier et dramaturge français.

## Biographie

### Famille
Lucien-Victor est le fils de Victor Meunier, journaliste républicain et vulgarisateur scientifique, et le frère de Stanislas Meunier.
Marié en 1882 avec Jeanne Chapon, puis en 1897 avec la compositrice Marguerite Casalonga (1865-1935), il est le père de Lucette-Jeanne-Victorine (épouse de L. LeGrand-Johnston, à La Nouvelle-Orléans) et de Jean-Lucien-Victor-François-Eugène, dit Jean Victor-Meunier, avocat.

### Carrière journalistique et littéraire

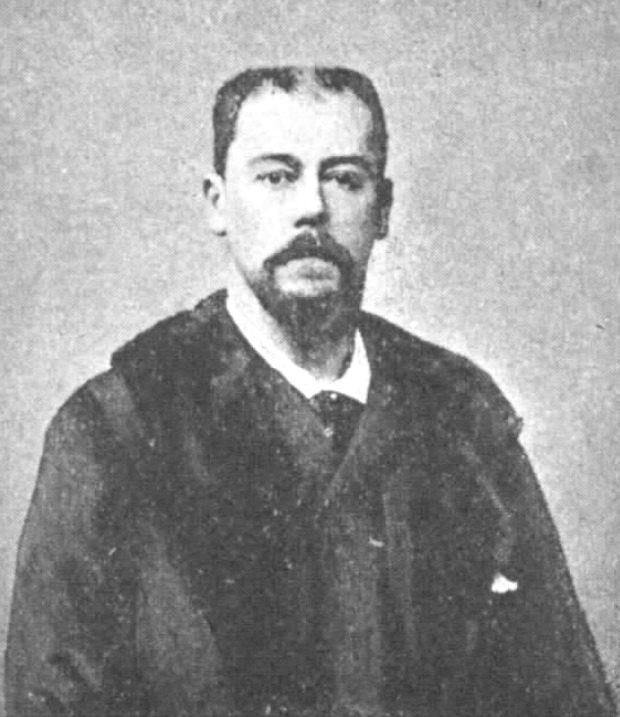
Photographie de Lucien Victor-Meunier publiée en 1895.

Lucien Victor-Meunier devient journaliste en 1881. Il collabore tout d'abord à La Politique d'action et au Petit Populaire, puis au Citoyen et à La Bataille politique et sociale de Lissagaray, dont il est l'un des administrateurs en 1882. En octobre 1883, il entre au Cri du peuple. Écrivant des articles pour divers autres journaux tels que Le Beaumarchais, La Nation de Camille Dreyfus et Le Petit Marseillais, il est surtout connu pour sa collaboration au Rappel, dont il tient le courrier parlementaire dès 1886 et dont il devient l'un des principaux éditorialistes après la mort d'Auguste Vacquerie en 1895.
En 1884, l'un de ses articles pour Le Cri du peuple lui vaut un duel à l'épée contre André Treille, du Paris, qu'il parvient à blesser à la quatrième reprise. Ses témoins sont ses amis et confrères Émile Massard et Antoine Duc-Quercy.
En 1905, il s'installe à Bordeaux. Rédacteur en chef de La France de Bordeaux et du Sud-Ouest il donne aussi des articles à un autre journal girondin, Le Cri populaire, en utilisant le pseudonyme de Gwynplaine.
Membre de diverses associations professionnelles, dont l'Association des journalistes parlementaires, qu'il a présidée, Lucien Victor-Meunier est le représentant officiel de la presse à l'exposition universelle de 1900. L'exercice de cette fonction lui vaut d'être promu au grade d'officier de la Légion d'honneur le 2 octobre 1900 (il en était chevalier depuis le 30 décembre 1888). Il est également officier de l'Instruction publique, officier du Mérite agricole, officier du Lion de Perse et commandeur du Mérite civil d'Espagne.
Romancier sous divers pseudonymes (Jean Le Bouc, Lucie de Franceville, René Diclette, Jean de La Hague, Jean d'Allata et, surtout, Montfermeil), il rédige de nombreux feuilletons pour la presse. Il est également l'auteur de plusieurs pièces de théâtre. Membre de la Société des gens de lettres, il en a été le trésorier.

### Militantisme

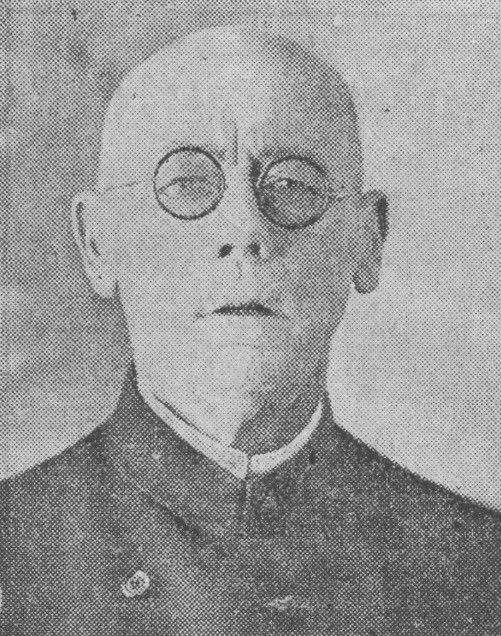
Photographie de Lucien Victor-Meunier publiée en 1930.

Effectuant son service militaire à l'époque de la crise du 16 mai 1877, Lucien Victor-Meunier manifeste son républicanisme en se déclarant prêt à désobéir en cas de tentative de coup d’État contre le régime. Fidèle à son conception d'une armée républicaine capable de préparer la Revanche, il sera plus tard réserviste au 110e régiment d'infanterie territoriale, avec le grade de lieutenant.
De sensibilité radicale-socialiste, il prend parti contre le boulangisme et rejoint des groupements patriotiques anti-boulangistes tels que la « Fédération de 1889 » d'Anatole de La Forge, dont il est le secrétaire-général, et l'Union patriotique de France, dont il intègre le conseil central en décembre 1888. En 1896, protestant contre le renversement du gouvernement radical de Léon Bourgeois par le Sénat, il organise un grand meeting politique au Tivoli-Vauxhall où interviennent Jaurès et Pelletan. En novembre-décembre 1897, il brigue le siège de conseiller municipal du quartier de Rochechouart laissé vacant par Paul Strauss, mais il est battu au second tour avec 1 194 voix, contre 1 326 à un autre radical, Félicien Paris.
Lors de l'Affaire Dreyfus, Lucien Victor-Meunier rejoint très vite le camp des dreyfusards et devient un membre actif de la Ligue des droits de l'homme, en tant président de la section bordelaise et membre non-résident du comité central de cette association. Défenseur du Bloc des gauches, il est vice-président et délégué de la Vendée au sein du comité exécutif du Parti républicain, radical et radical-socialiste.
Franc-maçon, vénérable de la loge anglaise no 204 de Bordeaux, il est membre du conseil de l'ordre du Grand Orient de France en 1925. Cette même année, il succède à Anatole France en étant nommé président d'honneur des Jeunesses laïques et républicaines de France, une organisation marquée à gauche et présidée par Gaston Bonnaure.
Mort le 24 mai 1930 en son domicile dans le 20e arrondissement de Paris, il est incinéré le 27 mai au crématorium du Père-Lachaise.

## Œuvres

### Romans et recueils de nouvelles
- Chair à plaisir, illustré par Alexandre Ferdinandus, Paris, Rouveyre, 1881.
- Miettes d'amour, illustré par A. Ferdinandus, Paris, Rouveyre et Blond, 1882.
- Baisers tristes, Paris, Rouveyre et Blond, 1883.
- Plaisirs en deuil, Paris, Frinzine, 1885.
- Le Caporal, Paris, Fayard, 1909 (roman publié en feuilleton dans Le Petit Journal en 1907 ).
- Les Ratés, Offenstadt, 1912 (roman publié en feuilleton dans La Nation en 1889).
- L'Assomption de Madame Brossard, Paris, Fasquelle, 1913.

### Pièces
- Marat, drame en cinq actes, créé aux Bouffes-du-Nord en 1883.
- Le P'tit Père Nicoud, drame en cinq actes, créé à Belleville en 1887.
- Pierrot moraliste, comédie en un acte, créée au Théâtre d'Application en 1893.
- Le Pantalon, monologue, publié chez Ollendorff en 1893.
- Les Ratés, pièce en quatre actes, créée au Casino de Gérardmer en 1895, publiée chez Ollendorff en 1896.
- Hors la loi, pièce en un acte, créée à l'Odéon en 1901, publiée chez Charpentier en 1902.
- Le Mémoire, à-propos en un acte, créé à la Comédie-Française en 1902, publié chez Fasquelle en 1903.
- Le Rire, à-propos en un acte, créé à l'Odéon en 1903, publié chez Fasquelle en 1903.
- Vocations, saynète d'actualité, créée à Bordeaux en 1918.

### Autres
- Les Clameurs du pavé, Paris, Baillière et Messager, 1884 (recueil, préfacé par Jules Vallès, de chroniques parues dans La Bataille politique et sociale).
- La Prochaine campagne de Belgique, la bataille de Namur et le passage de la Meuse, Westhausser, 1887.
- Andryane, poème, Matha, 1904.
- Camelots du roi et camelots du pape, Bordeaux, 1909.
- Des idées et des faits. Guerre ou révolution ?, Bordeaux, 1909.
- La Réforme politique, révision de la Constitution de 1875, Poligny, 1911.

### Sources bibliographiques
- Henry Carnoy, Dictionnaire biographique international des écrivains, vol. I, Paris, 1902, p. 131-132.
- Qui êtes-vous ?, Paris, Ruffy, 1924, p. 754-755.